# Peter Taylor (futebolista)
Peter Thomas Taylor (Nottingham, 2 de julho de 1928 –– Malhorca, 4 de outubro de 1990) foi um futebolista e treinador inglês.
Goleiro de pouca expressão no futebol britânico, atuando entre os anos de 1940 e 1960, Taylor obteria reconhecimento nacional com sua parceria com Brian Clough no comando dos até então poucos expressivos clubes rivais Derby County e Nottingham Forest. Com o primeiro, levaram do quase rebaixamento para a terceira divisão ao título da primeira divisão inglesa em apenas três anos; e, com o segundo, indo ainda mais longe, conquistando o título nacional logo na primeira temporada após a promoção à primeira divisão, e em seguida um extraordinário bicampeonato da Copa dos Campeões Europeus.

## Carreira
Revelando pelo Nottingham Forest, Taylor nunca chegou a jogar pela equipe principal durante sua única temporada na equipe profissional, se transferindo para o Coventry City em 1945, após o fim da Segunda Guerra Mundial e início da normalização do futebol europeu. Sua passagem de cinco anos pelo clube resultou em 90 partidas, alternando entre a reserva e a titularidade. Apesar disso, foi contratado pelo Middlesbrough por 3500 libras, valor ainda expressivo para o período, embora tenha sido reserva inicialmente.
Sua passagem, que durou pouco mais de cinco anos, com quatro como o goleiro principal da equipe, embora não tenha rendido títulos, ficou marcada pelo início de sua amizade com Brian Clough. Taylor, inclusive, foi o responsável pela contratação de Clough pelo Middlesbrough: com ambos participando de um jogo-treino para ingressar no clube, o treinador Bob Dennison não chegara a reparar na capacidade de Clough, ao contrário de Taylor, que sugeriu a Dennison que este devia assinar com o potencial atacante.
Após sua saída do Middlesbrough, ficou um ano no Port Vale, clube que o contratou por apenas 750 libras, e onde jogou apenas uma vez, sendo liberado para assinar com o Burton Albion após o término da temporada (na época, os clubes eram donos dos jogadores, com estes não tendo permissão para se transferirem caso o clube não desejasse), onde também passou a exercer a função de treinador. O período de três anos no clube, que rendeu um título, da Copa da Liga Inglesa do Sul em 1964, e a contratação dos atacantes Richie Barker e Stan Round, os quais tornaram-se a maior dupla na história do clube, com 308 gols combinados, terminou apenas por conta do convite de Clough para ser seu assistente no Hartlepools United, com Clough dizendo que "eu recebi uma oferta para treinar o Hartlepools, mas não me agrada. Se você assinar comigo, eu vou considerá-la". Taylor recebia 34 libras por semana de salário, reduzindo seus ganhos para 24 quando aceitou ser assistente de Clough, indo contra o conselho de amigos e familiares. O próprio Taylor chegaria a comentar que "fora completamente sem lógica".
Embora o primeiro trabalho da dupla não tenha rendido resultados expressivos, ela resultou na contratação destes pelo Derby County, que possuía como maior conquista a Copa da Inglaterra de 1946, embora inicialmente Clough fora relutante em aceitar, apesar deste ter sido convencido do contrário de sair do Hartlepools diversas vezes. No primeiro ano no clube, flertaram com o rebaixamento, ficando em 18° (de 22 clubes), resultando em uma "faxina" no clube, chegando ao ponto de demitirem uma tea lady por ela ter rido após uma derrota feia. A remodelação do elenco deu certo, com a segunda rendendo o título. Na elite inglesa, ficaram em quarto lugar no primeiro ano na primeira divisão, em nono na segunda, e conquistaram o primeiro título do clube na elite, após contratações de Taylor que se mostraram fundamentais, como Roy McFarland, John O'Hare, John McGovern e Alan Hinton. Apesar do sucesso, atritos frequentes de Clough com a diretoria resultaram no pedido de demissão da dupla. Apesar do clube ter conquistado mais um título inglês, em 1975 (sob o comando de Dave Mackay, ex-comandado da dupla), este nunca mais obteve o sucesso do período de Taylor e Clough, com alguns dizendo que seria o Derby o grande clube inglês dos anos 1970 caso a dupla tivesse permanecido.
Se nós tivéssemos permanecido, o Derby County teria vencido a Copa dos Campões muito antes do Nottingham Forest, e ainda estaria entre os principais clubes da Inglaterra. Eles estão na segunda divisão hoje por causa da interferência de diretores que imaginavam que podiam comandar o show. — Taylor comentando sobre a saída da dupla do Derby, em 1980.
Poucas semanas após a saída do Derby, Taylor e Clough foram abortados pelo proprietário do Brighton & Hove Albion para comandar o clube, então na terceira divisão. Sem real interesse pelo clube, Clough não obteve sucesso em subir de divisão com o novo clube, e com a saída de Don Revie do comando do Leeds United, Clough fora contratado como treinador deste clube. Taylor se recusou a deixar o Albion após o investimento do proprietário Mike Bamber na contratação deles, assumindo a função de treinador. Brian teve um fatídico período de apenas 44 dias no comando do Leeds, quando foi demitido, com muitos críticos considerando que Clough nunca deveria ter sido contratado sem Taylor. Clough assumiu o Nottingham Forest no início de 1975, com Taylor deixando o Albion para se juntar ao clube de Nottingham apenas em julho de 1976, quando este implorou por seu retorno como seu assistente.
Com o retorno de Taylor à parceria, e seu olhar clínico para contratações, este justificou o fracasso de Brian até então no comando do clube pelo fato de contar com jogadores de terceira divisão no plantel estando na segunda. Com a recuperação de jogadores como John Robertson e Tony Woodcock, a contratação de nomes desconhecidos como Peter Withe, Garry Birtles, Peter Shilton e Kenny Burns (este, que possuía fama de boêmio, chegou a ser seguido por um tempo para verificarem a veracidade do boato; Taylor chegou a conclusão de que o boato era exagerado e o contratou. Burns terminou a temporada do título inglês eleito o melhor do campeonato), o Forest seguiu o mesmo caminho do rival Derby, obtendo a promoção à primeira divisão inglesa, e, em seguida, o título inglês com sete pontos de vontagem sobre o Liverpool, em uma época em que uma vitória valia apenas 2 pontos, e tendo sofrido apenas 24 gols em 42 jogos. O ano apenas não terminou melhor ainda porque o Liverpool quebrou uma sequência de 42 jogos sem derrotas, recorde nacional.
Com a conquista inglesa, o Forest se classificou para a edição seguinte da Copa dos Campeões Europeus. Eliminando o Liverpool na primeira rodada de classificação, a fase de 32-avos de final (à época, não havia fase de grupos), então atual bicampeão do torneio, o Forest terminou conquistando o título contra o Malmö, com um gol solitário de Trevor Francis, o primeiro jogador inglês a custar um milhão de libras. Nas semifinais do torneio, o Forest ainda seria responsável pela quebra de um recorde: foi o primeiro clube a vencer um adversário (neste caso, o alemão Köln) na casa deste após não vencer o jogo de ida. Na edição seguinte, classificado como defensor do título, obteve um bicampeonato, após vitória sobre o Hamburgo do inglês Kevin Keegan, então eleito nos dois últimos anos o melhor jogador europeu pela revista France Football. Este título acabaria sendo o último de Taylor pelo Forest, uma vez que Clough e Taylor haviam iniciado o processo de renovação do elenco, que nunca chegara a ser finalizado por conta da saída de Taylor.
O Forest ainda conquistou outros títulos significativos, como duas Copas da Liga Inglesa, com a primeira conquista sendo sobre o Liverpool, que terminaria aquela temporada com o título europeu, a Supercopa Europeia em 1979 sobre o Barcelona de Allan Simonsen (último eleito melhor jogador europeu antes de Keegan) e uma Supercopa da Inglaterra em 1978 com uma goleada por 5 x 0 sobre o Ipswich Town de Bobby Robson (treinador que chegou a quase recusar o cargo de treinador da Seleção Inglesa em 1982 por conta da pressão popular pela contratação de Clough e Taylor). Taylor optou por se aposentar ao fim da temporada de 1981/82, mas retornando em novembro após convite para retornar ao Derby como treinador. Esta passagem de Taylor resultaria no rompimento da amizade com Clough, após contratar John Robertson do Forest ao Derby sem o conhecimento de Clough. Não bastasse, sua passagem, que terminou em 1984, não resultou em nenhum sucesso (ao final daquela temporada, o Derby fora rebaixado, já sem Taylor), assim como Brian obteria apenas uma fração de sucesso com o Forest, já no final da década de início da de 1990.

## Parceria com Clough

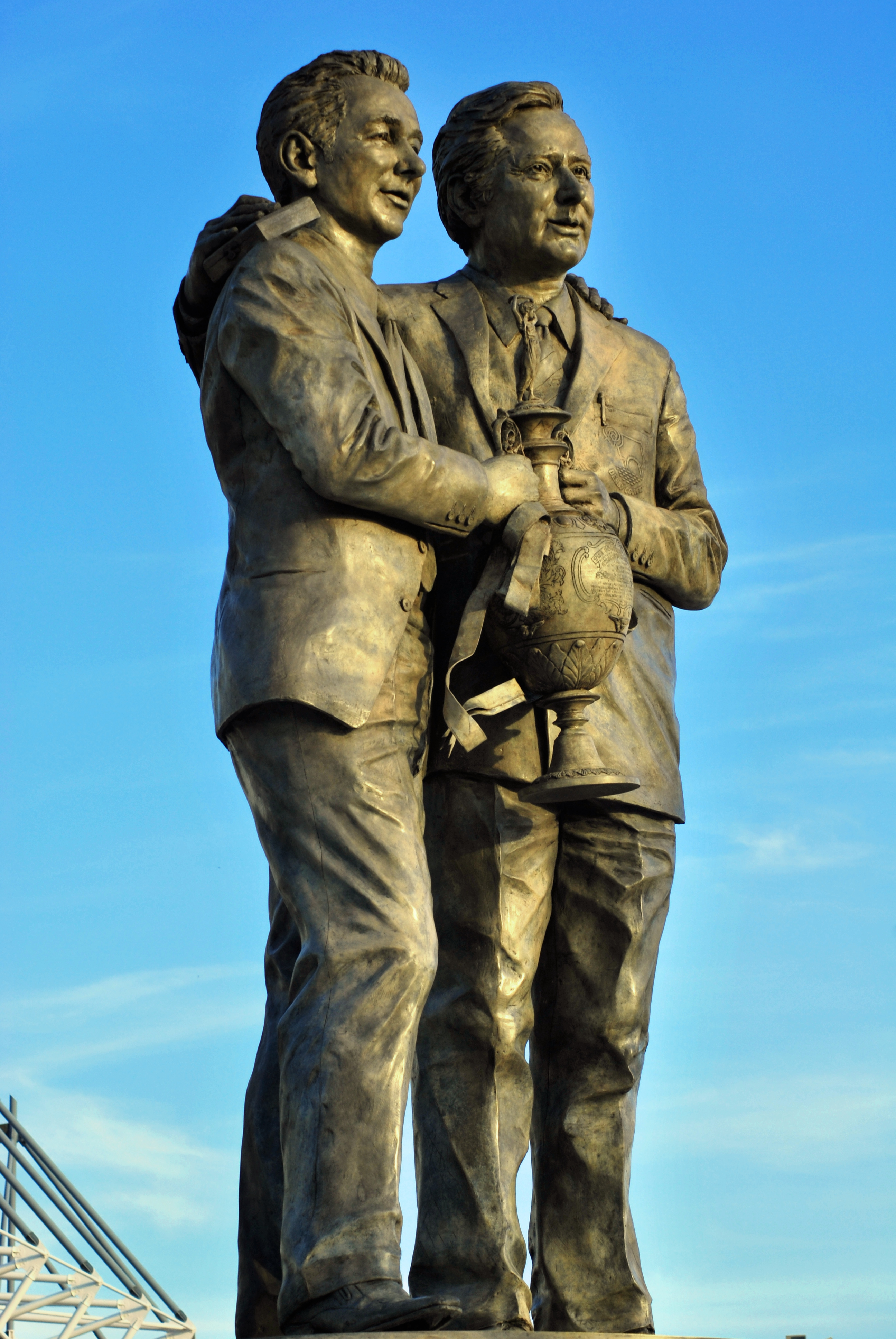
Estátua de Taylor (direita) e Clough (esquerda) no Pride Park Stadium.

Taylor e Clough tinha perfis opostos, com o primeiro sendo introvertido e gostando de lidar com as rotinas diárias do futebol, e evitando receber atenção da mídia mais do que o necessário, e o segundo sendo o oposto, extrovertido, gostando mais de motivar os companheiros do que a rotina diária, além de receber atenção da mídia sempre que possível. Taylor ainda complementava Clough com uma capacidade única na descoberta de bons nomes para o elenco, sendo indicações suas as contratações de Roy McFarland, John O'Hare, John McGovern e Alan Hinton, alguns dos principais personagens no surgimento do Derby no cenário nacional no início dos anos 1970. Cliff Wright, que fora treinado pela dupla no Hartlepools, os descreveu como "bom policial, mau policial. Cloughie o derrubaria no chão, verbalmente ao menos, e Pete te colocaria em pé novamente".
Embora os dois tenham vivido o período áureo de suas carreiras enquanto atuavam juntos, isto não evitou que houvesse sérios atritos entre eles, majoritariamente causados pelo perfil extrovertido de Clough. O último atrito entre os dois, que começou pouco antes de Taylor deixar o Forest em 1982 anunciando sua aposentadoria, mas abandonando a ideia após um convite para voltar ao Derby como treinador, teve seu ápice após Taylor contratar John Robertson do Forest ao Derby sem o conhecimento de Clough, com este rompendo completamente com Taylor, a ponto dos dois nunca mais se falarem. Quando Taylor morreu, em 1990, sua filha Wendy relataria posteriormente que Clough ficou "extremamente triste" quando soube da notícia. Quando recebeu um prêmio da cidade de Nottingham por seu serviço prestado ao clube, em 1993, Clough terminou seu discurso falando que "meu único arrependimento é que meu companheiro não está comigo", se referindo a Taylor.
Seria, no entanto, a primeiras dessas rusgas entre os dois que resultaria no filme The Damned United, baseado na experiência de 44 dias de Clough à frente do Leeds United, clube em que este possuía uma obsessão, assim como pelo treinador que chegara para suceder: Don Revie. A passagem de Clough, que não contou com a parceria de Taylor, que optou por permanecer no Brighton & Hove Albion (clube que apenas chegara após Clough pedir demissão da dupla do comando do Derby sem o conhecimento de Taylor) após o investimento da diretoria na dupla, durou apenas 44 dias. Durante os 98 minutos do filme, este conta a trajetória da dupla da segunda divisão inglesa com o Derby até a demissão de Clough após os fatídicos 44 dias, complementando com imagens reais de ambos voltando ao sucesso, trabalhando no Forest e conquistando o bicampeonato europeu. Taylor foi interpretado por Timothy Spall no filme.